# Ecnomina trifurcata
Ecnomina trifurcata är en nattsländeart som beskrevs av Kimmins in Mosely och Douglas E. Kimmins 1953. Ecnomina trifurcata ingår i släktet Ecnomina och familjen trattnattsländor. Inga underarter finns listade i Catalogue of Life.